# لین فانتن
لین فانتن (انگلیسی: Lynn Fontanne؛ ۶ دسامبر ۱۸۸۷ – ۳۰ ژوئیهٔ ۱۹۸۳) یک هنرپیشه اهل بریتانیا بود.